# Euryscopa
Euryscopa es un género de insecto coleóptero de la familia Chrysomelidae.

## Especies
Las especies de este género son:
- Euryscopa argentina (Burmeister, 1877)
- Euryscopa bellorum Moldenke, 1981
- Euryscopa cingulata (Latreille, 1811)
- Euryscopa rozeni Moldenke, 1981
- Euryscopa semicincta Lacordaire, 1848
- Euryscopa simpsonae Moldenke, 1981
- Euryscopa snellingi Moldenke, 1981